# Новинарски блок
„Новинарски блок“ (на английски: Broadcast News) е американски романтичен трагикомичен филм от 1987 г. на режисьора Джеймс Брукс. Излиза по кината в САЩ на 16 декември 1987 г.

## Актьорски състав
| Актьор             | Роля         |
| ------------------ | ------------ |
| Уилям Хърт         | Том Груник   |
| Холи Хънтър        | Джейн Крейг  |
| Албърт Брукс       | Арън Алтман  |
| Робърт Проски      | Ърни Мериман |
| Лоис Чайлс         | Дженифър Мак |
| Джоун Кюсак        | Блеър Литън  |
| Питър Хакс         | Пол Мур      |
| Кристиан Клеменсън | Боби         |
| Джак Никълсън      | Бил Рориш    |

## Награди и номинации
| Категория                               | Номиниран(и)                         | Резултат                 |
| Оскар (11 април 1988 г.)                | Оскар (11 април 1988 г.)             | Оскар (11 април 1988 г.) |
| --------------------------------------- | ------------------------------------ | ------------------------ |
| Най-добър филм                          | Най-добър филм                       | номинация                |
| Най-добър оригинален сценарий           | Джеймс Брукс                         | номинация                |
| Най-добра кинематография                | Михаел Балхаус                       | номинация                |
| Най-добър филмов монтаж                 | Ричард Маркс                         | номинация                |
| Най-добра мъжка роля                    | Уилям Хърт                           | номинация                |
| Най-добра женска роля                   | Холи Хънтър                          | номинация                |
| Най-добра поддържаща мъжка роля         | Албърт Брукс                         | номинация                |
| Златен глобус (23 януари 1988 г.)       |                                      |                          |
| Най-добър филм – мюзикъл или комедия    | Най-добър филм – мюзикъл или комедия | номинация                |
| Най-добър режисьор                      | Джеймс Брукс                         | номинация                |
| Най-добър сценарий                      | Джеймс Брукс                         | номинация                |
| Най-добър актьор в мюзикъл или комедия  | Уилям Хърт                           | номинация                |
| Най-добра актриса в мюзикъл или комедия | Холи Хънтър                          | номинация                |